# Freddie van Rensberg
Fred „Freddie“ van Rensberg, auch Freddie Van Rensberg, Fred van Rensburg, und Fred(die) Van Rensburg, (* vor 1946; † nach 1966) war ein südafrikanischer Snookerspieler. Bekanntheit erlangte er, als er  1966 John Pulman um den professionellen Weltmeistertitel herausforderte und verlor.

## Karriere
1946 gewann van Rensberg die South African Professional Championship gegen Peter Mans, der sich ab 1948 Titelträger nennen durfte. 1950 gewann van Rensberg den Titel zurück. 1956 verteidigte er seinen Titel gegen Peter Mans, verlor ihn aber 1965 gegen Peters Sohn Perrie Mans. Ein Jahr später (nach anderen Quellen bereits 1965) forderte van Rensberg John Pulman um den Weltmeistertitel heraus; Pulman siegte mit 12:39.

## Erfolge
| Ausgang       | Jahr           | Turnier                                 | Finalgegner | Ergebnis  |
| ------------- | -------------- | --------------------------------------- | ----------- | --------- |
| Profiturniere |                |                                         |             |           |
| Sieger        | 1946           | South African Professional Championship | Peter Mans  | 11:6      |
| Zweiter       | 1948           | South African Professional Championship | Peter Mans  | unbekannt |
| Sieger        | 1950           | South African Professional Championship | Peter Mans  | unbekannt |
| Sieger        | 1956           | South African Professional Championship | Peter Mans  | 12:8      |
| Zweiter       | 1965           | South African Professional Championship | Perrie Mans | unbekannt |
| Zweiter       | 1965 oder 1966 | Snookerweltmeisterschaft                | John Pulman | 12:39     |